# نايف فيده
نايف بن صالح وعظ الله فيده (18 أبريل 1964-)، مؤذن المسجد الحرام، من الأداءات التي اختص بها أداء أذان الفجر ليوم الخميس وأذان المغرب في شهر رمضان، ويرفع الأذان والإقامة والتبليغ بالمقام اليماني الحجازي، فيما يميل كذلك إلى المقام المشورك الذي يكون مزيجًا بين المقامين المدني واليماني الحجازي، وورث موهبة الأذان عن والده المؤذن صالح بن فيده، الذي شغل منصب كبير المؤذنين، وقد عُين مؤذنًا رسميًا يوم الجمعة 22 أبريل 1988، وفي عام 2010 عُيّن شيخًا للمؤذنين.

## حياته
ولد في مكة يوم 18 أبريل 1964، وفيها نشأ وتلقى تعليمه، وكان لوالده صالح فيده الأثر الأكبر عليه، فقد كان يذهب برفقته إلى (المكبرية) حيث يُرفع الأذان من المسجد الحرام، وفيها رفع لأول مرة الأذان وعمره نحو 18 عامًا، تعلم من خلال ملاحظته للطريقة التي كان يؤدي بها والده، الذي كان متمكنًا من المقام الشافعي، وقد بدأ نايف مسيرته بأداء الأذان لصلاة العشاء عام 1985، ثم قضى فترة تدريبه في أداء الأذان الأول لصلاة الفجر، إلى أن عُين رسميًا من قبل الرئاسة العامة لشؤون المسجد الحرام والمسجد النبوي، بعد وفاة والده، وإلى جانب العمل بصفته مؤذنًا، يعمل مدرسًا في الكيمياء بثانوية الشيخ عبد الله الخليفي في مكة، وهو حاصل على البكالوريوس من جامعة أم القرى، ومتزوج وله أربعة أبناء.

## وصلات خارجية
أذان للشيخ نايف فيده